# Große Rindensackspinne
Die Große Rindensackspinne (Clubiona corticalis) ist eine Spinnenart aus der Familie der Sackspinnen. Die Art ist in Mitteleuropa weit verbreitet, aber nicht häufig. Die Große Rindensackspinne ist nicht mit der namentlich fast identischen Familie der Rindensackspinnen (Corinnidae) zu verwechseln, mit deren Arten sie nicht näher verwandt ist.

## Merkmale
Die Große Rindensackspinne zählt zu den großen Arten der Gattung. Männchen haben eine Körperlänge von 7 bis 10 mm, Weibchen erreichen 7–11 mm. Die Art ist verglichen mit den meisten anderen mitteleuropäischen Vertretern der Gattung relativ auffällig gezeichnet. Der Vorderkörper (Prosoma) ist einfarbig rotbraun oder beigebraun, die Cheliceren sind deutlich dunkler schwärzlich braun.
Der Hinterkörper (Opisthosoma) zeigt eine graue Grundfarbe, oberseits befindet sich ein breites, weißlich beiges Feld, in das von vorn ein dunkler Spitzfleck hineinragt. Die Beine sind wie das Prosoma einfarbig rotbraun oder beigebraun.
In Mitteleuropa gibt es mehrere sehr ähnliche Arten der Gattung; die sichere Bestimmung der Art ist daher nur durch die makroskopische Untersuchung der Geschlechtsorgane (genitalmorphologisch) möglich.

## Verbreitung und Lebensraum
Das Verbreitungsgebiet der Großen Rindensackspinne ist im Wesentlichen auf das südwestliche Europa von Großbritannien bis zum Kaukasus beschränkt, darüber hinaus wurde die Art noch in Tunesien nachgewiesen. In Nord-Süd-Richtung reicht die Verbreitung von Skandinavien bis Griechenland; die nordöstliche Verbreitungsgrenze verläuft durch Polen und die Ukraine. Die Art fehlt in Europa außerdem in Island und Irland. Das Verbreitungsgebiet umfasst die gemäßigte bis mediterrane Zone.
Die Große Rindensackspinne bewohnt in Mitteleuropa mäßig trockene bis trockene Laub- und Nadelwälder.

## Lebensweise
Geschlechtsreife Tiere sind von April bis Juli zu finden. Die Große Rindensackspinne hält sich tagsüber vorwiegend in Gespinstsäcken unter der Rinde abgestorbener Bäume, seltener auch unter Steinen auf. Die Weibchen legen ihren Eikokon dort im Frühsommer an, bewachen ihn bis zum Schlupf der Jungspinnen und sterben wohl kurz darauf. Die Jungspinnen überwintern meist vor der letzten Häutung zur Geschlechtsreife.

## Gefährdung
Die Große Rindensackspinne ist in Deutschland auf die Niederungen beschränkt und wird dort regelmäßig gefunden, ist aber nirgends häufig. Sie wird in Deutschland in der Roten Liste als „ungefährdet“ eingestuft.